# Banco de Guatemala
El Banco de Guatemala (BANGUAT) es el banco central de la República de Guatemala. Es una entidad estatal autónoma con patrimonio propio capaz de adquirir derechos y contraer obligaciones; actúa como el  encargado de centralizar los fondos de las instituciones financieras que conforman el sistema financiero nacional (incluyendo el sistema bancario nacional), también es el emisor de la moneda nacional denominada Quetzal y contribuye a la creación y mantenimiento de las mejores condiciones para el desarrollo de la economía nacional. Este órgano se rige por el artículo 132 de la Constitución y su Ley Orgánica. 
La máxima autoridad del Banco de Guatemala es la Junta Monetaria. El actual presidente del Banco de Guatemala es  Alvaro González Ricci y el actual vicepresidente José Alfredo Blanco Valdés. El presidente del Banco de Guatemala también lo es de la Junta Monetaria y el vicepresidente es el suplente del mismo.

## Potestad de emisión
La potestad de emisión de la moneda nacional, llamada Quetzal, pertenece únicamente a El Banco de Guatemala, la potestad de emisión del Banco de Guatemala está establecida en el artículo 2 de la Ley Monetaria, la cual dice:

Únicamente el Banco de Guatemala puede emitir billetes y monedas dentro del territorio de la República de Guatemala, de conformidad con la presente Ley y con la Ley Orgánica del Banco de Guatemala. La emisión está constituida por los billetes y monedas nacionales que no estén en poder del Banco de Guatemala
Ley Monetaria
Decreto Número 17-2002 del Congreso de la República

## Reservas monetarias internacionales
Las reservas monetarias internacionales del Banco de Guatemala están descritas en el artículo 10 de la Ley Monetaria, por lo cual están constituidas por los activos siguientes:
a) Oro;
b) Billetes y monedas aceptados como medio de pago internacional;
c) Depósitos de divisas inmediatas exigibilidad y a plazos, en instituciones financieras internacionales o en bancos extranjeros que determine la Junta Monetaria;
d) Títulos o valores de primera clase, líquidos, emitidos por gobiernos extranjeros de reconocida solvencia, organismos internacionales y corporaciones o instituciones financieras que determine la Junta Monetaria.
e) Derechos Especiales de Giro del país en el Fondo Monetario Internacional;
f) Aportes a organismos financieros internacionales cuando se consideren internacionalmente como activos de reserva; y
g) Otros activos que la Junta Monetaria califique, de conformidad con las circunstancias derivadas de la evolución de los instrumentos del mercado financiero internacional.
Las reservas monetarias internacionales son inembargables y no podrán ser objeto de medidas precautorias, administrativas, ni judiciales. Tampoco estarán sujetas al pago de impuestos, tributos o contribución especial alguna.

## Funciones
El Banco de Guatemala tiene, entre otras que determina su Ley Orgánica, las funciones siguientes:
a) Ser el único emisor de la moneda nacional;
b) Procurar que se mantenga un nivel adecuado de liquidez del sistema bancario, mediante la utilización de los instrumentos previstos en su Ley Orgánica;
c) Procurar el buen funcionamiento del sistema de pagos;
d) Recibir en depósito los encajes bancarios y los depósitos legales a que se refiere su Ley Orgánica;
e) Administrar las reservas monetarias internacionales, de acuerdo con los lineamientos que dicte la Junta Monetaria; y,
f) Las demás funciones compatibles con su naturaleza de Banco Central que le sean asignadas por mandato legal.

## Estructura administrativa
El Banco de Guatemala, para cumplir con su objetivo fundamental y a la vez, desarrollar eficiente, eficaz y oportunamente las funciones que le encomienda su Ley Orgánica, ha diseñado una estructura administrativa basada en una jerarquía orgánica y administrativa conformada por presidencia, vicepresidencia, gerencia general, gerencias de área, departamentos, secciones y unidades. Esta estructura cuenta con las dependencias que, cumpliendo individualmente con su razón de ser y sus funciones, le permiten a la Institución lograr sus objetivos de Banco Central, siendo éstas:

### Junta Monetaria
La Junta Monetaria, integrada conforme los artículos 132 de la Constitución Política de la República de Guatemala y 13 del Decreto Número 16-2002 del Congreso de la República de Guatemala, Ley Orgánica del Banco de Guatemala, ejerce la dirección suprema del Banco de Guatemala. La Junta Monetaria es la que define la política cambiaria, monetaria y crediticia del país, siendo estas las más favorables para la economía nacional, además de esto, la Junta Monetaria es la que ejerce la dirección general del Sistema Financiero Nacional. El Banco de Guatemala depende de la dirección de la Junta Monetaria, ya que dicha junta es la máxima autoridad dentro de la institución bancaria central. cada cierto tiempo ellos deciden con base a indicadores macroeconómicos si la tasa de interés líder sufre un incremento o una disminución.

### Presidencia y vicepresidencia
La presidencia del Banco de Guatemala está conformada por el presidente y el vicepresidente, quienes a su vez también lo son de la Junta Monetaria. Entre las atribuciones del presidente están la de proponer a la Junta Monetaria la política monetaria, cambiaria y crediticia, incluyendo las metas programadas; y velar por la correcta ejecución de la política referida.
1. Secretaría del Comité de Ejecución
Esta Secretaría tiene bajo su responsabilidad la convocatoria de las sesiones del Comité, la preparación de documentos y elaboración de las actas, en las cuales se hará constar las actuaciones del Comité de Ejecución, derivado de las reuniones que el mismo lleve a cabo para el cumplimiento de su función principal que se concentra en la ejecución de la política monetaria, cambiaria y crediticia.

### Gerencia General
La Gerencia General tiene bajo su responsabilidad la administración del Banco de Guatemala y responde ante el presidente de la institución y ante la Junta Monetaria del correcto y eficaz funcionamiento del Banco. La dependencia que, a nivel personal, asesorará directamente a la Gerencia General en materia de control interno, es la Auditoría Interna, cuya estructura administrativa es la siguiente:
1. Auditoría Interna
Tiene como misión, asesorar a la administración en la implementación de una adecuada estructura de control interno, proporcionando análisis, evaluaciones, opiniones y recomendaciones objetivas e independientes, respecto de las actividades y operaciones del Banco de Guatemala, en el área contable, financiera, administrativa, de control interno y de sistemas. Para cumplir con esta misión, la Auditoría Interna cuenta con las unidades administrativas siguientes:
a) Unidad de Auditoría de Riesgo y Control.
b) Unidad de Auditoría de Estudios.
c) Unidad de Auditoría de Sistemas.
d) Unidad de Auditoría Financiera.
e) Unidad de Auditoría Operativa.

### Gerencia Económica
La Gerencia Económica tiene bajo su responsabilidad el diseño y el seguimiento de la Política Monetaria, Cambiaria y Crediticia del país, la evaluación periódica de la referida política, la identificación de las principales macrotendencias económicas, su análisis e interpretación y su incidencia en el esquema monetario interno, así como la preparación de las principales estadísticas económicas necesarias para la toma de decisiones en materia de política monetaria y, la asesoría a las Autoridades en las relaciones con organismos financieros internacionales. Para cumplir con esta misión, la Gerencia Económica cuenta con las dependencias que se describen a continuación

### Gerencia Financiera
Esta Gerencia abarca la coordinación de las funciones siguientes: la administración y puesta en ejecución de la política monetaria, por medio de las operaciones de estabilización monetaria; la atención de las operaciones en moneda extranjera del sector público; la ejecución de los programas anuales de emisión, amortización y destrucción de numerario; la atención de las operaciones de depósito, retiro y canje de numerario con los bancos del sistema y con entidades del sector público; la administración de las reservas monetarias internacionales –RMI-, incluido el análisis de riesgo asociado a la gestión de dichas reservas; el registro contable de los eventos económico-financieros que afectan el patrimonio del Banco; la implementación de las acciones que permitan contribuir al fortalecimiento del sistema de pagos nacional. Para lograr esto, la Gerencia Financiera cuenta con las dependencias que se detallan a continuación:

### Gerencia Administrativa
Esta Gerencia atiende la coordinación de las funciones administrativas y las de servicios internos por medio de los departamentos que la integran, claramente definidas de acuerdo con su naturaleza y especialización. Sus funciones administrativas están enmarcadas, principalmente, en las relaciones institucionales; la administración del recurso humano y el análisis organizacional; los sistemas informáticos; la proveeduría de bienes y servicios y la seguridad. Están integradas a esta Gerencia las dependencias siguientes:

### Gerencia Jurídica
La Gerencia Jurídica es el área especializada en materia legal, encargada de asesorar a la Junta Monetaria, autoridades y funcionarios del Banco de Guatemala. Asimismo, responderá por la buena administración de la Secretaría de la Junta Monetaria.